# 奥田鉄
奥田 鉄（おくだ まがね）は日本のイラストレーター、商業デザイナー、画家。兵庫県姫路市出身。兵庫県立姫路工業高等学校デザイン科卒。京都府在住。
着物、古道具好きの叙情絵描き。カットイラストから作図、リアル、コミックテイスト、日本画など幅広い表現を得意とする。使用画材はデジタル他、日本画材、アクリル等。

## 来歴
- 2010 関西にて活動を開始
- 2015 東京を中心に展示活動を開始
- 2017 デザイン事務所勤務を経て、フリーランスとして独立

## 表紙イラスト
- 海老茶娘探偵帖 Kindle版
- くぐつ小町 平安朝妖異譚 Kindle版
- 腦病院へまゐります。 Kindle版

## 展示履歴
- 2010 個展「朔」 ＠彩珈楼ギャラリー／大阪
- 2010-2016 「Japanese beauty展」 ＠ミレージャギャラリー／東京
- 2015 「Marchen Kunst～御伽話アート展」 ＠ぎゃらりーあーとぺーじ唯心／京都
- 2015 「時代小説挿画展」 ＠ランドリーグラフィックスギャラリー／東京
- 2015 「琳派オマージュ展」 ＠梅田蔦屋書店／大阪
- 2015 「幽霊画廊Ⅱ」 ＠ヴァニラ画廊／東京
- 2015 「京極夏彦作品を描く-書楼弔堂　破暁-」展 ＠gallery DAZZLE／東京
- 2016  個展「ひかげもの」 ＠The Artcomplex Center of Tokyo／東京
- 2016 「ヨリドリ＋」展 ＠イロリムラ／大阪
- 2016 「装幀画展Ⅳ」 ＠パレットギャラリー／東京
- 2017 「異端への誘惑展Ⅲ」 ＠The Artcomplex Center of Tokyo／東京
- 2017 「初めての落語展3」 ＠ランドリーグラフィックスギャラリー／東京
- 2017 「因習禁忌　横溝正史オマージュ展」 ＠ニアリーイコールギャラリー／大阪
- 2017 「山本冬彦選抜 若手作家東西交流展in京都」 ＠ちいさいおうちGallery Little House／京都
- 2017 「真夏の死　夏の光と少年たち」 ＠SUNABAギャラリー／大阪
- 2017 「わたしの中の村上春樹Ⅱ イメージと創作」 ＠ギャラリー枝香庵／東京
- 2017 「精霊たちの夜会」 ＠銀座かわうそ画廊／東京
- 2017 個展「古今連綿」展 ＠イロリムラ／大阪
- 2017 「東京ノスタルジー」 ＠銀座かわうそ画廊／東京
- 2017 「装幀画展Vol.5 文学とアートの出逢い」 ＠PALETTE GALLERY パレットギャラリー麻布十番／東京
- 2018 個展「姫の郷　太郎の國」展 ＠PALETTE GALLERY パレットギャラリー麻布十番／東京
- 2019 個展「奥田鉄個展2019」 ＠SUNABAギャラリー／大阪

他、個展・企画展、グループ展、イベント参加多数